# Eotomariidae
De Eotomariidae zijn een familie van uitgestorven weekdieren uit de klasse van de Gastropoda (slakken).

## Geslacht
- Eotomaria Ulrich & Scoffield, 1897 †